# Neuville-Vitasse
Pour les articles homonymes, voir Neuville.
Neuville-Vitasse est une commune française située dans le département du Pas-de-Calais en région Hauts-de-France. Ses habitants sont appelés les Neuvillois. La commune est membre de la communauté urbaine d'Arras.
Neuville-Vitasse est citée à l'ordre de l'Armée française et décorée de la croix de guerre 1914-1918. La commune est labellisée « Terre de Jeux » 2024.

## Géographie

### Localisation
Localisée dans le sud-est du département du Pas-de-Calais, Neuville-Vitasse est une commune située, à vol d'oiseau, à 5 km au sud-est de la commune d’Arras (aire d'attraction, chef-lieu d'arrondissement et préfecture du Pas-de-Calais).
Le territoire de la commune est limitrophe de ceux de sept communes.
Les communes limitrophes sont  Beaurains, Boiry-Becquerelle, Hénin-sur-Cojeul, Mercatel, Saint-Martin-sur-Cojeul, Tilloy-lès-Mofflaines et Wancourt.

### Géologie et relief
La superficie de la commune est de 6,98 km2 ; son altitude varie de 65  à   101 m.

### Hydrographie
La commune est située dans le bassin Artois-Picardie. Elle n'est drainée par aucun cours d'eau,.

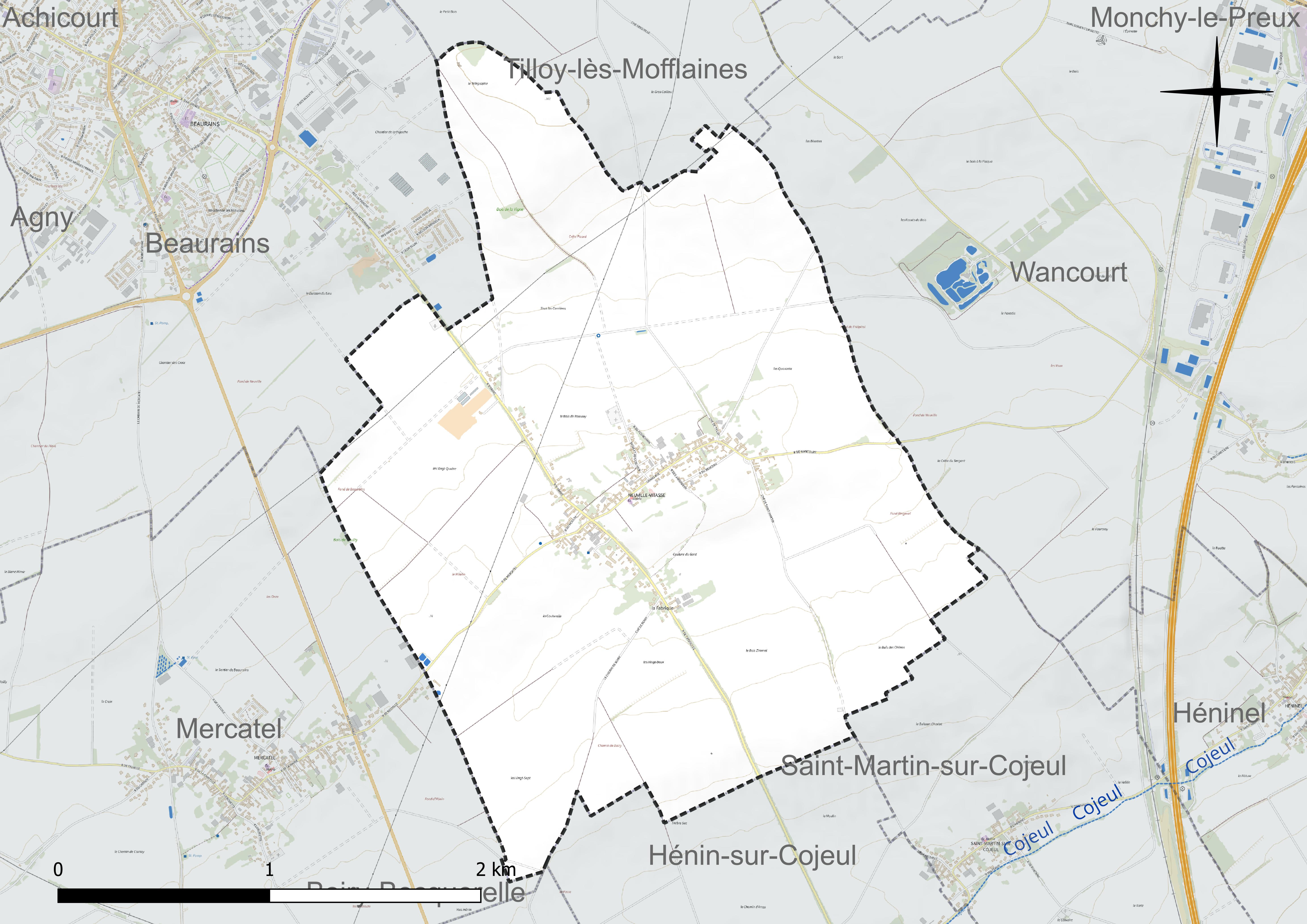
Réseau hydrographique de Neuville-Vitasse.

### Climat
Pour des articles plus généraux, voir Climat des Hauts-de-France et Climat du Pas-de-Calais.
En 2010, le climat de la commune est de type climat océanique dégradé des plaines du Centre et du Nord, selon une étude du CNRS s'appuyant sur une série de données couvrant la période 1971-2000. En 2020, Météo-France publie une typologie des climats de la France métropolitaine dans laquelle la commune est exposée à un climat océanique et est dans la région climatique Nord-est du bassin Parisien, caractérisée par un ensoleillement médiocre, une pluviométrie moyenne régulièrement répartie au cours de l'année et un hiver froid (3 °C).
Pour la période 1971-2000, la température annuelle moyenne est de 10,4 °C, avec une amplitude thermique annuelle de 14,5 °C. Le cumul annuel moyen de précipitations est de 734 mm, avec 11,9 jours de précipitations en janvier et 8,9 jours en juillet. Pour la période 1991-2020, la température moyenne annuelle observée sur la station météorologique la plus proche, située sur la commune de Wancourt à 4 km à vol d'oiseau, est de 10,8 °C et le cumul annuel moyen de précipitations est de 711,4 mm,. Pour l'avenir, les paramètres climatiques de la commune estimés pour 2050 selon différents scénarios d'émission de gaz à effet de serre sont consultables sur un site dédié publié par Météo-France en novembre 2022.
| Mois                                  | jan.             | fév.             | mars          | avril         | mai             | juin           | jui.          | août          | sep.          | oct.          | nov.            | déc.             | année      |
| ------------------------------------- | ---------------- | ---------------- | ------------- | ------------- | --------------- | -------------- | ------------- | ------------- | ------------- | ------------- | --------------- | ---------------- | ---------- |
| Température minimale moyenne (°C)     | 1,3              | 1,4              | 3,4           | 5,1           | 8,4             | 11,2           | 13,1          | 13,1          | 10,7          | 7,9           | 4,4             | 1,9              | 6,8        |
| Température moyenne (°C)              | 3,8              | 4,3              | 7,2           | 10            | 13,3            | 16,2           | 18,4          | 18,4          | 15,4          | 11,5          | 7,2             | 4,3              | 10,8       |
| Température maximale moyenne (°C)     | 6,2              | 7,2              | 11            | 14,9          | 18,1            | 21,2           | 23,6          | 23,7          | 20,1          | 15,2          | 9,9             | 6,7              | 14,8       |
| Record de froid (°C) date du record   | −14,1 12.01.1987 | −13,3 07.02.1991 | −9,4 13.03.13 | −4,4 20.04.17 | −1,3 07.05.1997 | 2,3 05.06.1991 | 5,1 31.07.15  | 4,4 02.08.15  | 0,5 30.09.18  | −4 24.10.03   | −8,6 24.11.1998 | −12,8 29.12.1996 | −14,1 1987 |
| Record de chaleur (°C) date du record | 14,9 09.01.15    | 18,2 26.02.19    | 24,3 31.03.21 | 26,8 20.04.18 | 30,5 12.05.1998 | 34,4 18.06.22  | 41,7 25.07.19 | 37,6 06.08.03 | 34,6 15.09.20 | 29,3 01.10.11 | 19,9 07.11.15   | 16,1 07.12.00    | 41,7 2019  |
| Précipitations (mm)                   | 56,7             | 48,7             | 50,2          | 42,7          | 61              | 60,9           | 64,9          | 62,9          | 57,6          | 65,4          | 64              | 76,4             | 711,4      |

### Paysages
Pour un article plus général, voir Paysage en France.
La commune est située dans le paysage régional des grands plateaux artésiens et cambrésiens tel que défini dans l'atlas des paysages de la région Nord-Pas-de-Calais, conçu par la direction régionale de l'Environnement, de l'Aménagement et du Logement (DREAL),. Ce paysage régional, qui concerne 238 communes, est dominé par les « grandes cultures » de céréales et de betteraves industrielles qui représentent 70 % de la surface agricole utilisée (SAU).

### Milieux naturels et biodiversité
L’Inventaire national du patrimoine naturel (INPN) recense plusieurs espèces faunistiques et floristiques sur le territoire de la commune dont certaines sont protégées et d’autres menacées et quasi-menacées.

## Urbanisme

### Typologie
Au 1er janvier 2024, Neuville-Vitasse est catégorisée commune rurale à habitat dispersé, selon la nouvelle grille communale de densité à sept niveaux définie par l'Insee en 2022.
Elle est située hors unité urbaine. Par ailleurs la commune fait partie de l'aire d'attraction d'Arras, dont elle est une commune de la couronne,. Cette aire, qui regroupe 163 communes, est catégorisée dans les aires de 50 000 à moins de 200 000 habitants,.

### Occupation des sols
L'occupation des sols de la commune, telle qu'elle ressort de la base de données européenne d'occupation biophysique des sols Corine Land Cover (CLC), est marquée par l'importance des territoires agricoles (95,9 % en 2018), une proportion identique à celle de 1990 (95,9 %). La répartition détaillée en 2018 est la suivante : 
terres arables (87,2 %), prairies (8,7 %), zones urbanisées (4,1 %). L'évolution de l'occupation des sols de la commune et de ses infrastructures peut être observée sur les différentes représentations cartographiques du territoire : la carte de Cassini (XVIIIe siècle), la carte d'état-major (1820-1866) et les cartes ou photos aériennes de l'IGN pour la période actuelle (1950 à aujourd'hui). Les habitations s'étirent le long de deux axes principaux perpendiculaires: La rue de Croisilles (D5) et la Grand'rue. La mairie, l'école et les autres bâtiments communaux sont situées au milieu de la Grand'rue. 

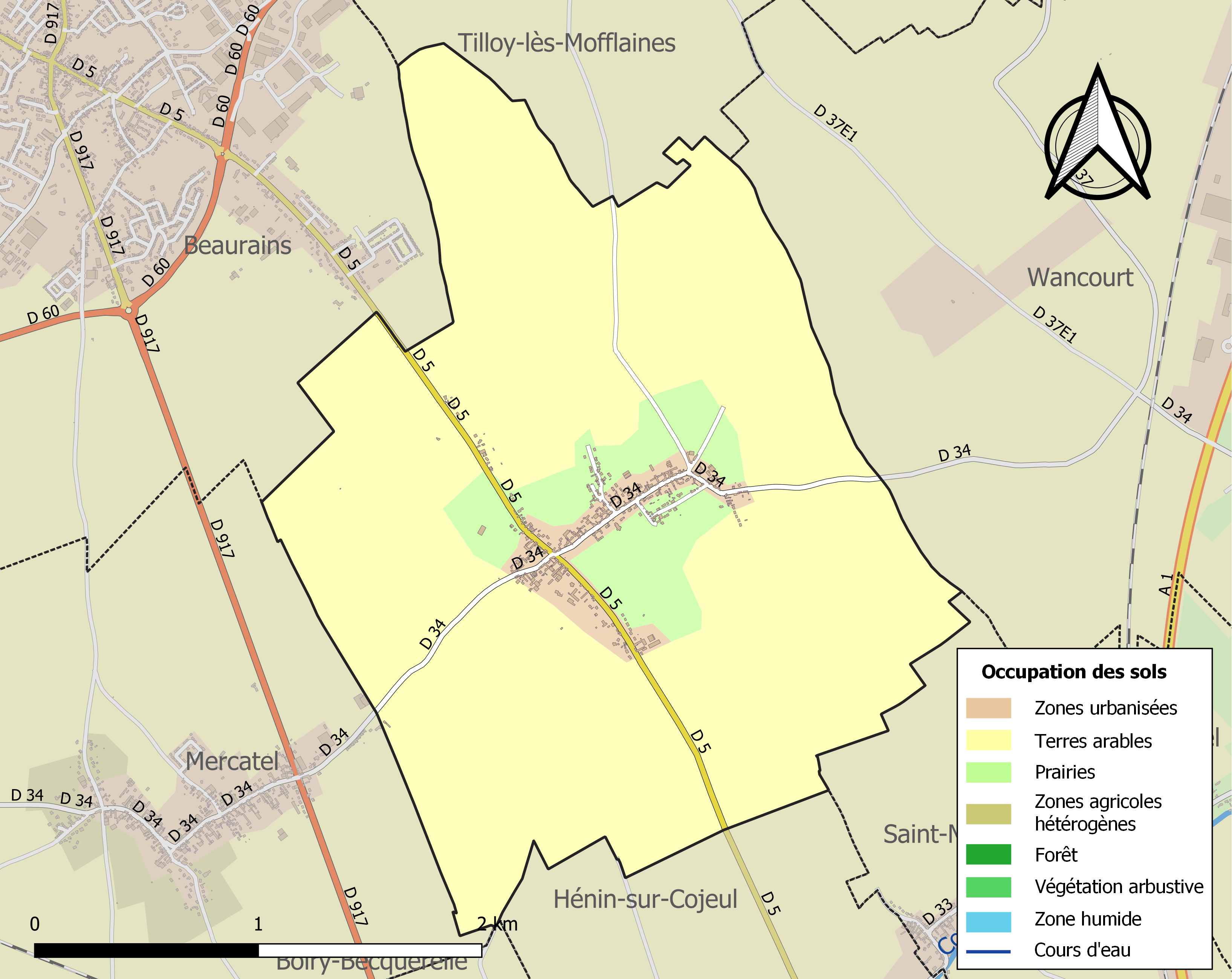
Carte des infrastructures et de l'occupation des sols de la commune en 2018 (CLC).

## Toponymie
Le nom de la localité est attesté sous les formes Novavilla en 1047 ; Noville en 1180 ; Nueville en 1194 ; Nova villa domini Eustatii au XIIe siècle ; Noveville en 1216 ; Noevile en 1266 ; Novilla en 1281 ; Neefville, Nevilla au XIIIe siècle ; Noevile-Wistasse en 1304 ; Neuville-Monseigneur-Wistasse en 1311 ; Noefville-Sire-Wistasse au XIVe siècle ; Neufville-Messir-Euxtasse en 1429 ; Nuefville en 1433 ; Noefville-Messire-Witasse en 1515 ; Neuville-la-Liberté en 1793 ; Neuville Vitasse en 1793 et Neuville-Vitasse depuis 1801.
Le nom du village dérive de Neuville (novilla en latin) et Sir Wistace du nom des seigneurs de Neuville dès le  XIe siècle. Ils se prénommaient en effet souvent Wistachius (ou Eustache).
Durant la Révolution, la commune porte le nom de Neuville-la-Liberté.

## Histoire
Hugues, seigneur de Neufville, combat et trouve la mort lors de la bataille d'Azincourt en 1415.

### Première Guerre mondiale
Le village est en grande partie détruit à la Première Guerre mondiale, la ligne de front ayant stationné longtemps au centre du village. De nombreux vestiges y sont encore présents dans le sol. S'y illustra en particulier par son héroïsme un soldat volontaire québécois, Joseph Kaeble.
Neuville-Vitasse est citée à l'ordre de l'Armée française « Bombardée par canons et par avions, a été complètement détruite. Malgré ses deuils a fait preuve au cours de l'occupation allemande et sous les obus d'une fermeté d'âme et d'un courage admirable » et décorée de la croix de guerre 1914-1918, distinction également attribuée à 276 autres communes du Pas-de-Calais,.
Le peintre belge Alfred Bastien, qui est incorporé au sein de la section artistique de l'armée belge, est détaché, en 1917, auprès du 22e bataillon de l'armée canadienne, où il peint des tableaux des combats des troupes canadiennes dans la commune.

Œuvres d'Alfred Bastien réalisées dans la commune
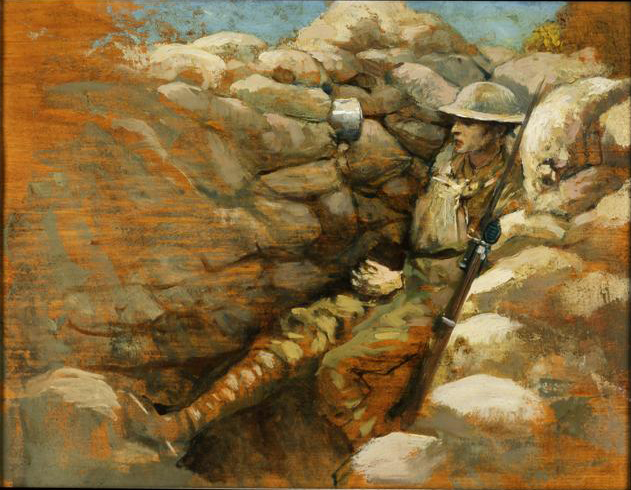
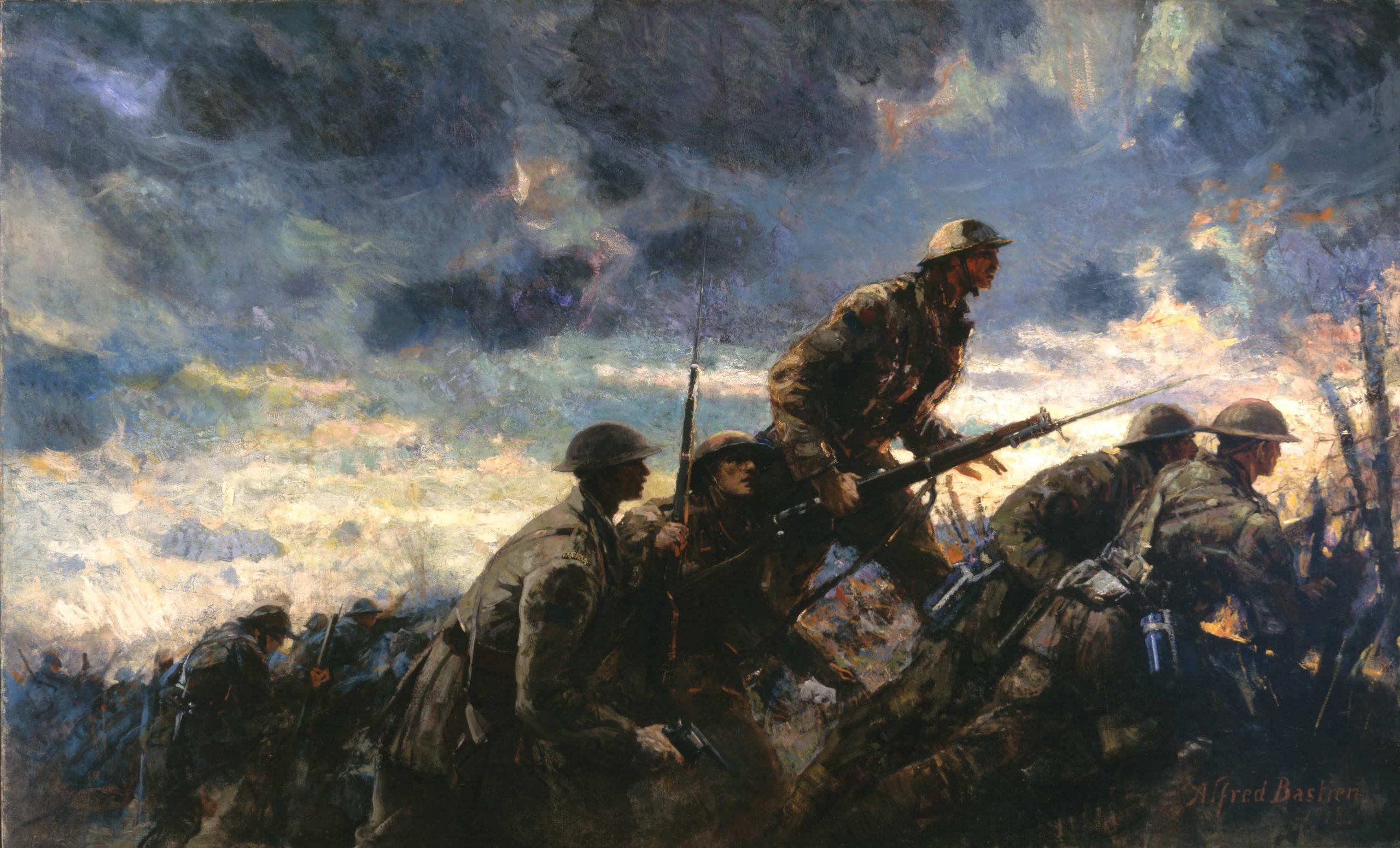
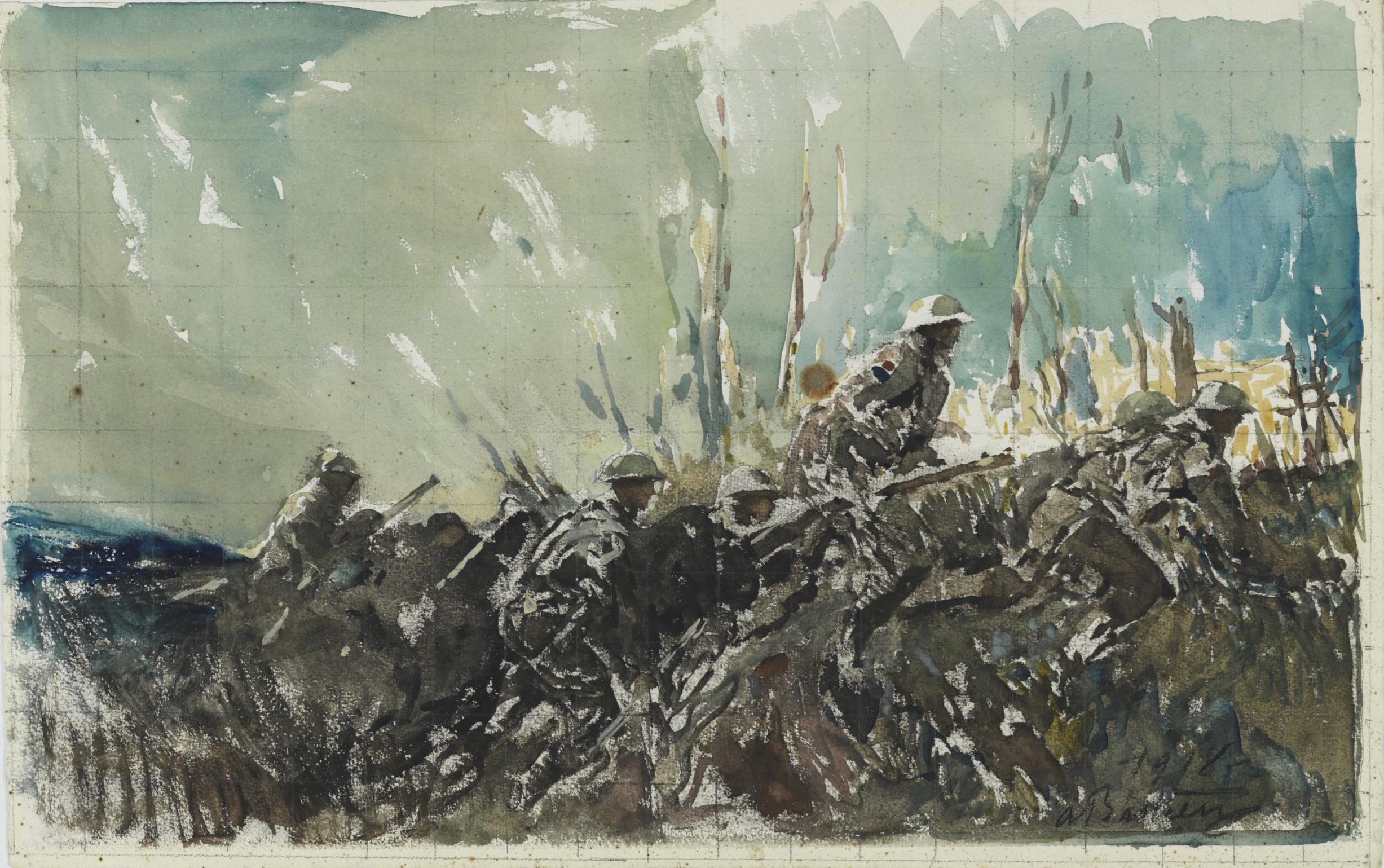
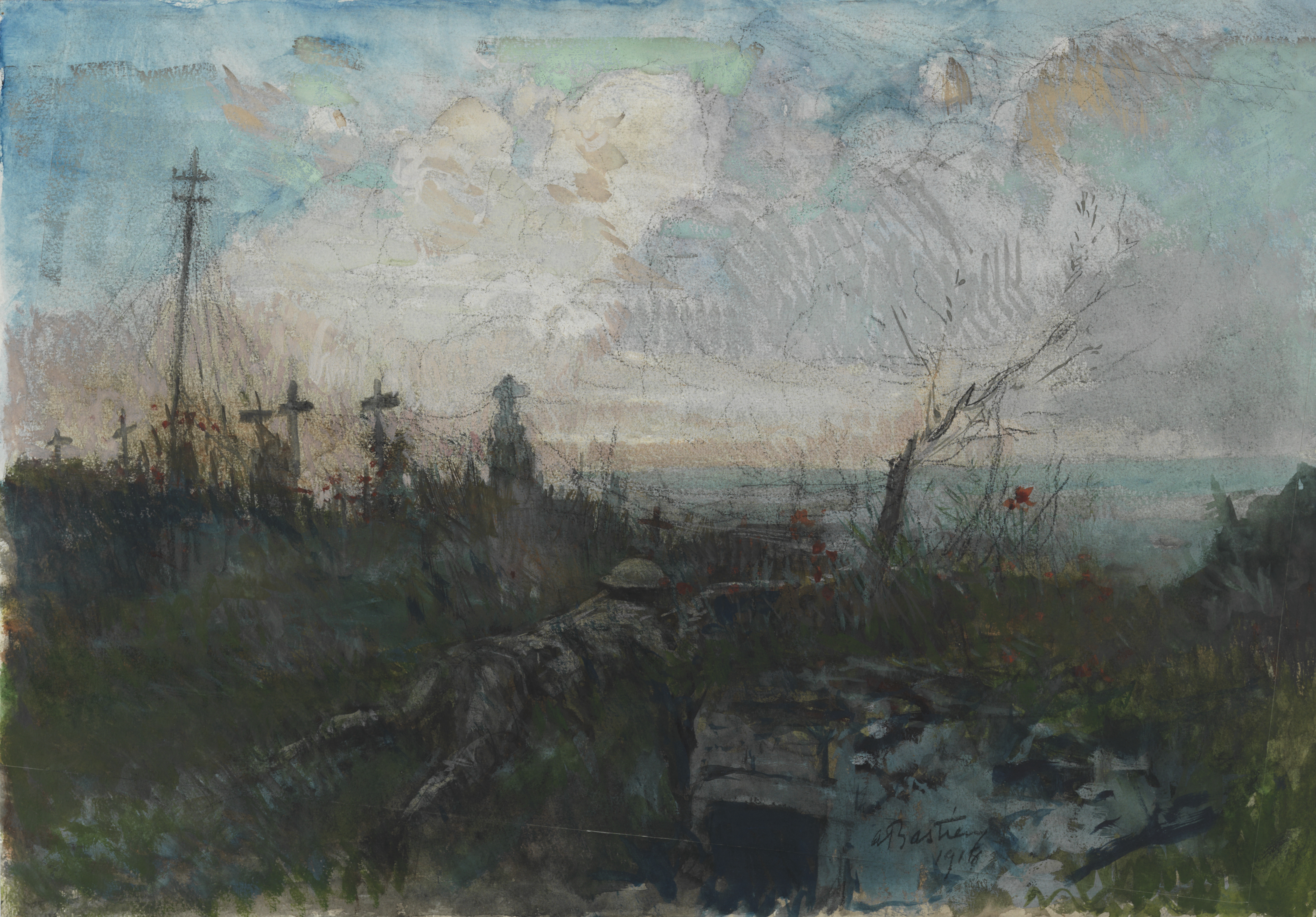

## Politique et administration

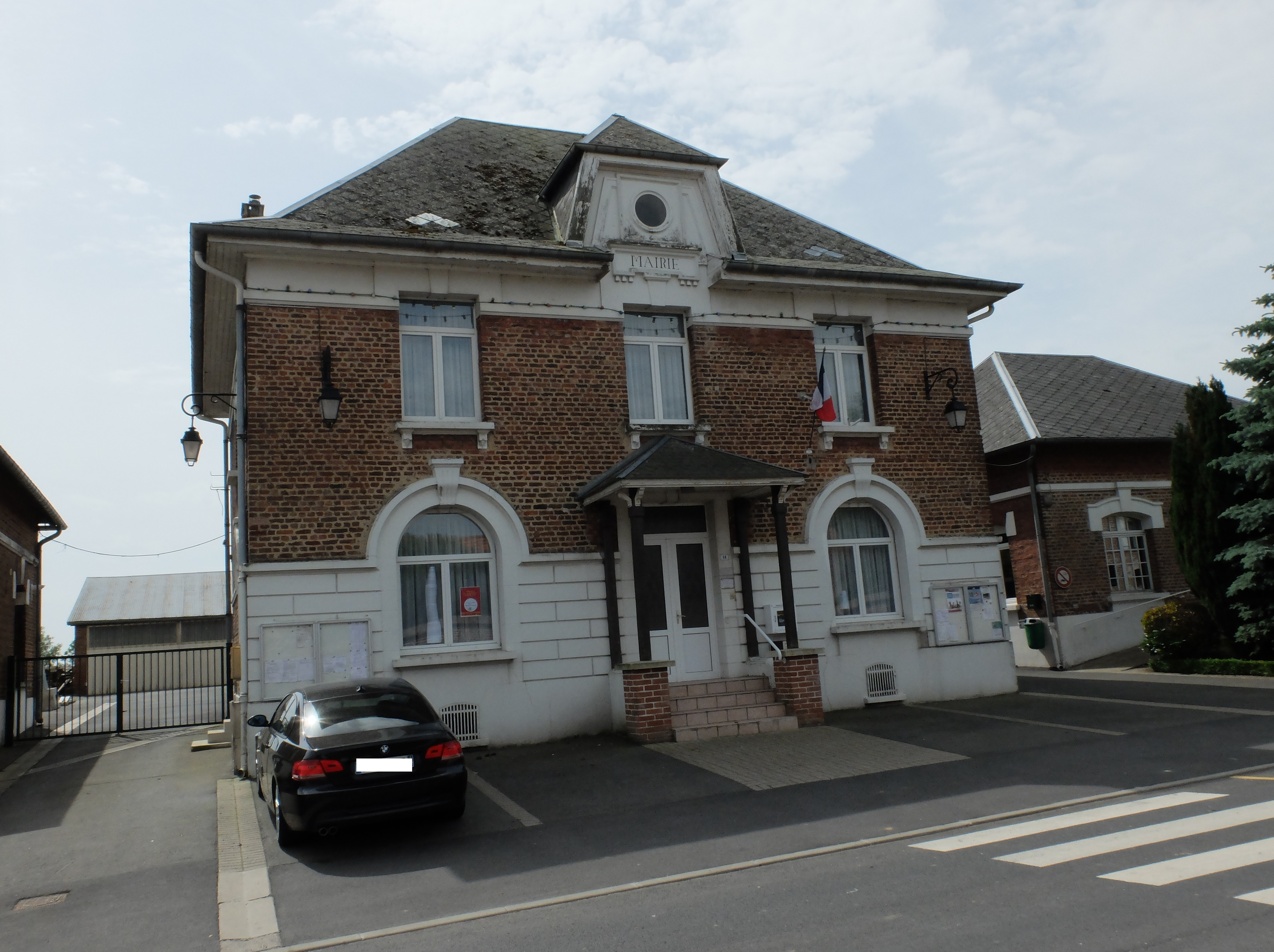
La mairie.

### Découpage territorial
La commune se trouve dans l'arrondissement d'Arras du département du Pas-de-Calais.

#### Commune et intercommunalités
La commune est membre de la communauté urbaine d'Arras qui regroupe 46 communes et compte 109 776 habitants en 2021.

#### Circonscriptions administratives
La commune est rattachée au canton d'Arras-3.

#### Circonscriptions électorales
Pour l'élection des députés, la commune fait partie de la deuxième circonscription du Pas-de-Calais.

### Élections municipales et communautaires

#### Liste des maires
| Période                                  | Période                    | Identité          | Étiquette | Qualité                                                                                                 |
| ---------------------------------------- | -------------------------- | ----------------- | --------- | --- |
| Les données manquantes sont à compléter. |                            |                   |           | |
| mars 2001                                | 2008                       | René Verfaillie   |           | |
| mars 2008                                | En cours (au 31 mars 2022) | Jean-Claude Levis |           | Chef d'entreprise, électricien retraité Réélu pour le mandat 2014-2020, Réélu pour le mandat 2020-2026, |

## Équipements et services publics

### Enseignement
La commune est située dans l'académie de Lille et dépend, pour les vacances scolaires, de la zone B.
Elle administre une école maternelle et une école primaire qui fonctionne dans le cadre d'un  regroupement pédagogique intercommunal (RPI).

## Population et société

### Démographie
Les habitants de la commune sont appelés les Neuvillois.

#### Évolution démographique
L'évolution du nombre d'habitants est connue à travers les recensements de la population effectués dans la commune depuis 1793. Pour les communes de moins de 10 000 habitants, une enquête de recensement portant sur toute la population est réalisée tous les cinq ans, les populations de référence des années intermédiaires étant quant à elles estimées par interpolation ou extrapolation. Pour la commune, le premier recensement exhaustif entrant dans le cadre du nouveau dispositif a été réalisé en 2006.

En 2022, la commune comptait 484 habitants, en évolution de −4,72 % par rapport à 2016 (Pas-de-Calais : −0,72 %, France hors Mayotte : +2,11 %).
| 1793 | 1800 | 1806 | 1821 | 1831 | 1836 | 1841 | 1846 | 1851 |
| ---- | ---- | ---- | ---- | ---- | ---- | ---- | ---- | ---- |
| 520  | 569  | 583  | 601  | 696  | 695  | 678  | 678  | 660  |

| 1856 | 1861 | 1866 | 1872 | 1876 | 1881 | 1886 | 1891 | 1896 |
| ---- | ---- | ---- | ---- | ---- | ---- | ---- | ---- | ---- |
| 674  | 674  | 664  | 640  | 666  | 626  | 645  | 630  | 608  |

| 1901 | 1906 | 1911 | 1921 | 1926 | 1931 | 1936 | 1946 | 1954 |
| ---- | ---- | ---- | ---- | ---- | ---- | ---- | ---- | ---- |
| 625  | 603  | 582  | 326  | 391  | 412  | 416  | 428  | 400  |

| 1962 | 1968 | 1975 | 1982 | 1990 | 1999 | 2006 | 2011 | 2016 |
| ---- | ---- | ---- | ---- | ---- | ---- | ---- | ---- | ---- |
| 389  | 374  | 400  | 433  | 496  | 503  | 474  | 504  | 508  |

| 2021 | 2022 | - | - | - | - | - | - | - |
| ---- | ---- | - | - | - | - | - | - | - |
| 490  | 484  | - | - | - | - | - | - | - |

#### Pyramide des âges
En 2018, le taux de personnes d'un âge inférieur à 30 ans s'élève à 31,6 %, soit en dessous de la moyenne départementale (36,7 %). De même, le taux de personnes d'âge supérieur à 60 ans est de 24,4 % la même année, alors qu'il est de 24,9 % au niveau départemental.
En 2018, la commune comptait 259 hommes pour 240 femmes, soit un taux de 51,90 % d'hommes, largement supérieur au taux départemental (48,50 %).
Les pyramides des âges de la commune et du département s'établissent comme suit.
| Hommes | Classe d’âge | Femmes |
| ------ | ------------ | ------ |
| 0,4    | 90 ou +      | 1,8    |
| 3,6    | 75-89 ans    | 8,7    |
| 17,8   | 60-74 ans    | 16,7   |
| 23,2   | 45-59 ans    | 28,6   |
| 18,8   | 30-44 ans    | 17,5   |
| 17,7   | 15-29 ans    | 12,1   |
| 18,5   | 0-14 ans     | 14,6   |

| Hommes | Classe d’âge | Femmes |
| ------ | ------------ | ------ |
| 0,5    | 90 ou +      | 1,6    |
| 5,6    | 75-89 ans    | 8,9    |
| 16,7   | 60-74 ans    | 18,1   |
| 20,2   | 45-59 ans    | 19,2   |
| 18,9   | 30-44 ans    | 18,1   |
| 18,2   | 15-29 ans    | 16,2   |
| 19,9   | 0-14 ans     | 17,9   |

### Sports et loisirs
La commune est labellisée « Terre de Jeux » 2024.

## Culture locale et patrimoine

### Lieux et monuments
- L'église Saint Martin, détruite puis reconstruite après la Seconde Guerre mondiale.
- La chapelle à la Mère admirable (rue d'Arras)[40]
- La chapelle de la Sainte Famille (rue de Croisilles)
- Le monument aux morts, statue du sculpteur Jules Déchin[41].

Sur le territoire communal se trouvent deux cimetières militaires britanniques de la Première Guerre mondiale :
- le London cemetery[42] ouvert pour les soldats de la 56e division britannique qui libéra et reprit le village de 1917 à 1918. Y reposent 713 soldats britanniques et 23 soldats canadiens. Il est situé chemin de Beaurains[43] ;
- le Neuville-Vitasse road cemetery[44] où reposent 80 victimes de la guerre dont les soldats du 33e corps d'armée français. Il est situé chemin de Saint Martin[45].

### Patrimoine culturel
La commune possède son géant : Sire Wistace, géant emblématique de la commune.

### Personnalités liées à la commune
- Joseph Le Bon (1765-1795), révolutionnaire, curé constitutionnel de Neuville-Vitasse en 1791.
- Joseph Keable [47](ou Kaeble) (1893-1918), soldat canadien (québecois), mort à Neuville-Vitasse lors de la bataille d'Arras (First battle of the Scarpe), le 9 juin 1918.

### Héraldique
| Blason de Neuville-Vitasse | Blason  | D'or fretté de gueules. Ornements extérieursCroix de guerre 1914-1918 |
| Blason de Neuville-Vitasse | Détails | Le statut officiel du blason reste à déterminer.                      |

## Pour approfondir

#### Bases de données, dictionnaires et encyclopédies
- Ressources relatives à la géographie :   - Insee (communes)
  - Ldh/EHESS/Cassini
- Ressource relative à plusieurs domaines :   - Annuaire du service public français
- Notices d'autorité :   - BnF (données)